# Liste des œuvres publiques de Rennes
 (décembre 2021).
Pour un article plus général, voir Liste des œuvres d'art d'Ille-et-Vilaine.
Cet article vise à recenser les œuvres publiques de Rennes, en France.

## Liste

### Sculptures
| Œuvre                                       | Auteur                                                            | Localisation                                                                                       | Notes | Installation       | Coordonnées                              | Illustration |
| ------------------------------------------- | ----------------------------------------------------------------- | -------------------------------------------------------------------------------------------------- | --- | ------------------ | ---------------------------------------- | --- |
| Colonne Vanneau-Papu                        | Jean-Baptiste Barré                                               | Dans le parc du Thabor                                                                             | Également appelée Colonne de Juillet. | 1835               | 48° 06′ 51″ nord, 1° 40′ 18″ ouest       | Colonne Vanneau-Papu |
| Jeune Savoyard pleurant sa marmotte         | Copie d'après Julien Gourdel par Pierre Gourdel                   | Dans le parc du Thabor                                                                             | | 1874               | à géolocaliser                           | Jeune Savoyard pleurant sa marmotte                                                                                           |
| La Loi                                      | Jean-Marie Laloy                                                  | À gauche sur la crête de faîtage du pavillon ouest de la façade du palais du Parlement de Bretagne | | 1881               | 48° 06′ 45″ nord, 1° 40′ 41″ ouest       | La Loi |
| La Force                                    | Jean-Marie Laloy                                                  | À droite sur la crête de faîtage du pavillon ouest de la façade du palais du Parlement de Bretagne | | 1881               | 48° 06′ 45″ nord, 1° 40′ 41″ ouest       | La Force |
| L'Éloquence                                 | Jean-Marie Laloy                                                  | À gauche sur la crête de faîtage du pavillon est de la façade du palais du Parlement de Bretagne   | | 1881               | 48° 06′ 45″ nord, 1° 40′ 39″ ouest       | L'Éloquence |
| La Justice                                  | Jean-Marie Laloy                                                  | À droite sur la crête de faîtage du pavillon est de la façade du palais du Parlement de Bretagne   | | 1881               | 48° 06′ 45″ nord, 1° 40′ 39″ ouest       | La Justice |
| L'Enlèvement d'Eurydice                     | Charles Joseph Lenoir                                             | Dans le parc du Thabor                                                                             | Également appelée Mercure emportant Eurydice aux enfers. | 1890               | à géolocaliser                           | L'Enlèvement d'Eurydice« Enlèvement d'Eurydice, ou Mercure emportant Eurydice aux enfers à Rennes », sur À nos grands hommes. |
| Statue de Jean Leperdit,                    | Emmanuel Dolivet                                                  | Sur la place du Champ-Jacquet                                                                      | L'originale de 1892 est fondue en 1943, dans le cadre de la mobilisation des métaux non ferreux.                                                                                    | 1994               | 48° 06′ 47″ nord, 1° 40′ 49″ ouest       | Statue de Jean Leperdit |
| La Chasse de Diane                          | Charles Joseph Lenoir                                             | Dans le parc du Thabor                                                                             | | 1894               | à géolocaliser                           | La Chasse de Diane« La Chasse de Diane à Rennes », sur À nos grands hommes.                                                   |
| L'Amour prenant un papillon sur une rose    | Copie par Antoine-Denis Chaudet et Pierre Cartellier              | Dans le parc du Thabor                                                                             | | Entre 1889 et 1895 | 48° 06′ 53″ nord, 1° 40′ 14″ ouest       | L'Amour prenant un papillon sur une rose                                                                                      |
| Buste d'un homme barbu                      | Copie par les étudiants des Beaux Arts de Rennes                  | Dans le parc du Thabor                                                                             | | Entre 1889 et 1895 | à géolocaliser                           | Buste d'un homme barbu |
| Faune flûteur                               | Copie par les étudiants des Beaux Arts de Rennes                  | Dans le parc du Thabor                                                                             | | Entre 1889 et 1895 | 48° 06′ 55″ nord, 1° 40′ 11″ ouest       | Faune flûteur |
| Femme en pied                               | Copie par les étudiants des Beaux Arts de Rennes                  | Dans le parc du Thabor                                                                             | | Entre 1889 et 1895 | 48° 06′ 55″ nord, 1° 40′ 05″ ouest       | Femme en pied |
| Tireur d'épine                              | Copie d'après antique, par les étudiants des Beaux Arts de Rennes | Dans le parc du Thabor                                                                             | | Entre 1889 et 1895 | à géolocaliser                           | Tireur d'épine |
| Monument à Charles Joseph Lenoir            | Charles Joseph Lenoir                                             | Dans le parc du Thabor                                                                             | Le buste en bronze réalisé par Pierre Lenoir est fondu en 1942, dans le cadre de la mobilisation des métaux non ferreux. Le piédestal reste vide.                                   | 1925               | à géolocaliser                           | Monument à Charles Joseph Lenoir« Monument à Charles Lenoir à Rennes », sur À nos grands hommes.                              |
| Buste de Jules Rieffel,                     | Alexandre-Victor Lequien                                          | Dans la cour d'honneur de l'école nationale supérieure d'agronomie, 65 rue de Saint-Brieuc         | Représente Jules Rieffel. L'original de 1930 est déboulonné le 28 novembre 1941 et expédié pour être fondu le 10 décembre, dans le cadre de la mobilisation des métaux non ferreux. | À déterminer       | 48° 06′ 49″ nord, 1° 42′ 22″ ouest       | Buste de Jules Rieffel |
| Les Argonautes                              | François-Marie Griot                                              | Intersection de l'avenue du Canada et du boulevard Albert-Ier                                      | | 1982               | à géolocaliser                           | Image manquante |
| Le Delta                                    | Pierre Tual                                                       | Promenade entre le square Louis-Boulanger et le square Pedro-Florès-Cano                           | | 1982               | à géolocaliser                           | Image manquante |
| La Ville                                    | Sylvain Hairy                                                     | 20 rue du Puits-Mauger                                                                             | | 1982               | à géolocaliser                           | Image manquante |
| Portique                                    | Dominique Arel                                                    | Dans le square Marcel-Henri-Lebouc                                                                 | | 1984               | à géolocaliser                           | Image manquante |
| La Grand'place                              | Sylvain Hairy                                                     | Dans le square Louis-Boulanger et le square Pedro-Florès-Cano                                      | | 1985               | à géolocaliser                           | Image manquante |
| Sans titre                                  | Martine Kerbaol                                                   | Mail du Cardo                                                                                      | | 1985               | à géolocaliser                           | Image manquante |
| Degré                                       | Nissim Merkado                                                    | Avenue de la Touraudais                                                                            | | 1987               | à géolocaliser                           | Image manquante |
| L'Homme en marche                           | Loïc Hervé                                                        | Cour Raphaël-Binet                                                                                 | | 1987               | 48° 06′ 14″ nord, 1° 41′ 07″ ouest       | Image manquante |
| Janus                                       | Peter Briggs                                                      | Rue de Nantes                                                                                      | | 1987               | à géolocaliser                           | Image manquante |
| Arc de triomphe pour Figurois et Figurennes | Erik Dietman                                                      | Intersection de la rue de Châteaugiron et de la rue de Cork                                        | | 1989               | 48° 05′ 55″ nord, 1° 38′ 54″ ouest       | Image manquante |
| Sans titre                                  | Gottfried Honegger                                                | Dans le parking souterrain sud de la gare                                                          | | 1992               | à géolocaliser                           | Image manquante |
| Open Space                                  | Antony Gormley                                                    | Sur la place Jean-Monnet                                                                           | | 1994               | à géolocaliser                           | Image manquante |
| Question de niveaux / Niveau de lectures    | Philippe Cazal                                                    | Dans le parking souterrain Hoche                                                                   | | 1996               | à géolocaliser                           | Image manquante |
| La Volière                                  | Philippe Bruneau                                                  | rue Alain-Gerbault                                                                                 | | 1997               | 48° 06′ 26″ nord, 1° 40′ 06″ ouest       | Image manquante |
| Des baigneuses pas très académiques         | Gérard Collin-Thiébaut                                            | Sur la place de Bretagne                                                                           | | 2000               | 48° 06′ 33″ nord, 1° 41′ 02″ ouest       | Des baigneuses pas très académiques                                                                                           |
| Furtivité solaire                           | Hélène Vans                                                       | Passage du Ronceray                                                                                | | 2000               | à géolocaliser                           | Image manquante |
| Puzzle pour Rennes                          | Marin Kasimir                                                     | Place du Landrel                                                                                   | | 1999-2003          | à géolocaliser                           | Image manquante |
| La Tauromachie                              | Louis Derbré                                                      | Dans le parc de Maurepas                                                                           | | 2002               | à géolocaliser                           | Image manquante |
| Sans titre                                  | Laurent Saksik                                                    | Dans le parking souterrain des Lices                                                               | | 2002               | à géolocaliser                           | Image manquante |
| Alpha, Aleph, A                             | Jean-Paul Philippe                                                | Sur la place du Recteur-Henri-Le-Moal                                                              | | 2002-2005          | 48° 07′ 17″ nord, 1° 42′ 16″ ouest       | Image manquante |
| Xylocus                                     | Laurent Duthion                                                   | Rue François-Menez                                                                                 | | 2004               | à géolocaliser                           | Image manquante |
| Kléber Konstantinidi                        | Jocelyn Cottencin                                                 | Dans le parking souterrain Kléber                                                                  | | 2004               | à géolocaliser                           | Image manquante |
| Alignement du XXIe siècle                   | Aurélie Nemours                                                   | Dans le parc de Beauregard                                                                         | | 2006               | 48° 07′ 50″ nord, 1° 41′ 46″ ouest       | Alignement du XXIe siècle |
| Arbre et Façade                             | Valérie Jouve                                                     | Dans le parking souterrain de Gaulle                                                               | | 2006               | à géolocaliser                           | Image manquante |
| o8av1s                                      | Alain Clément                                                     | place Simone-Morand                                                                                | | 2008               | 48° 06′ 32″ nord, 1° 42′ 28″ ouest       | Image manquante |
| Basse-cour                                  | Daniel Dewar et Grégory Gicquel                                   | Promenade des Bonnets-Rouges                                                                       | | 2009               | 48° 06′ 24″ nord, 1° 39′ 31″ ouest       | Image manquante |
| Le Magicien                                 | Jean-Michel Sanejouand                                            | Jardin Saint-Georges                                                                               | | 2009               | 48° 06′ 40″ nord, 1° 40′ 28″ ouest       | Image manquante |
| Balint                                      | Axel Rogier-Waeselynck                                            | Dans le square de Sétubal                                                                          | | 2012               | à géolocaliser                           | Image manquante |
| Sans titre                                  | Yann Lestrat                                                      | Maison de la Consommation et de l'Environnement, boulevard Magenta                                 | | 2013               | à géolocaliser                           | Image manquante |
| Revolving history                           | Laurent Grasso                                                    | Centre des congrès, Couvent des Jacobins, place Ste-Anne                                           | | 2018               | 48° 06′ 54″ nord, 1° 40′ 52″ ouest       | Image manquante |
| (Mur 127)                                   | Laurent Duthion                                                   | Campus de Beaulieu, entre l'IUT GC-CD et l'IUT GMP                                                 | | 2019               | 48° 07′ 23,09″ nord, 1° 37′ 50,23″ ouest | (Mur 127) |
| Morvarc'h,                                  | Jean-Marie Appriou                                                | Gare de Rennes                                                                                     | | 2021               | à géolocaliser                           | Image manquante |
| The Sincere,                                | Ugo Rondinone                                                     | Station de métro Cesson - Viasilva                                                                 | | 2022               | 48° 07′ 54″ nord, 1° 37′ 13″ ouest       | The Sincere |
| Creatura,                                   | Valentin Carron                                                   | Lycée Chateaubriand                                                                                | | 2022               | à géolocaliser                           | Image manquante |
| La Ronde de Rennes,                         | Phillip King                                                      | Station de métro Saint-Jacques - Gaîté                                                             | Œuvre située sur la commune de Saint-Jacques-de-la-Lande | 2022               | à géolocaliser                           | Image manquante |
| Femme allongée                              | Antoniucci Volti                                                  | À l'entrée de la cafétéria du bâtiment 3 du campus de Villejean                                    | | À déterminer       | 48° 07′ 05″ nord, 1° 41′ 48″ ouest       | Image manquante |
| L'Enfant à l'oie (copie)                    | À déterminer                                                      | Dans le parc du Thabor                                                                             | | À déterminer       | 48° 06′ 53″ nord, 1° 40′ 04″ ouest       | L'Enfant à l'oie |
| Faune au chevreau (copie)                   | Pierre Lepautre                                                   | Dans le parc du Thabor                                                                             | | À déterminer       | 48° 06′ 55″ nord, 1° 40′ 12″ ouest       | Faune au chevreau |
| Le Repos de Diane                           | Charles Joseph Lenoir                                             | Dans le parc du Thabor                                                                             | | À déterminer       | à géolocaliser                           | Le Repos de Diane« Le Repos de Diane à Rennes », sur À nos grands hommes.                                                     |

### Monuments aux morts
| Œuvre | Auteur | Localisation | Notes | Installation | Coordonnées | Illustration |
| ----- | ------ | ------------ | ----- | ------------ | ----------- | ------------ |

### Fontaines
| Œuvre               | Auteur              | Localisation                                               | Notes                                        | Installation | Coordonnées                        | Illustration              |
| ------------------- | ------------------- | ---------------------------------------------------------- | -------------------------------------------- | ------------ | ---------------------------------- | ------------------------- |
| Mur d'eau           | Marta Pan           | Hôtel de Courcy                                            |                                              | 1984         | 48° 06′ 47″ nord, 1° 40′ 25″ ouest | Mur d'eau                 |
| Le Jardin           | Laurence Faou       | Dans le square Pedro-Florès-Cano                           |                                              | 1985         | 48° 07′ 36″ nord, 1° 38′ 20″ ouest | Le Jardin                 |
| Une fontaine        | Claudio Parmiggiani | Sur la place de Coëtquen                                   | Également appelée Fontaine à la tête coupée. | 1993         | 48° 06′ 39″ nord, 1° 40′ 41″ ouest | Fontaine à la tête coupée |
| Chrysalide          | Sylvain Dubuisson   | Sur la place Rallier-du-Baty                               |                                              | 1994         | 48° 06′ 47″ nord, 1° 40′ 53″ ouest | Chrysalide                |
| Un mètre cube d'eau | Xavier Ribot        | Intersection de la rue Saint-Hélier et de la rue du Verger |                                              | 1996         | 48° 06′ 23″ nord, 1° 40′ 02″ ouest | Image manquante           |
| Voies d'eau         | Jean-Yves Brélivet  | Dans le square René-Pléven                                 |                                              | 1995-1998    | 48° 06′ 13″ nord, 1° 38′ 15″ ouest | Image manquante           |
| Voies d'eau         | Jean-Yves Brélivet  | Rue Jean-François-Millet                                   |                                              | 1995-1998    | 48° 06′ 06″ nord, 1° 38′ 32″ ouest | Image manquante           |
| Voies d'eau         | Jean-Yves Brélivet  | Dans le square Louis-Massignon                             |                                              | 1995-1998    | 48° 06′ 08″ nord, 1° 38′ 32″ ouest | Image manquante           |
| Voies d'eau         | Jean-Yves Brélivet  | Avenue du Haut-Sancé                                       |                                              | 1995-1998    | à géolocaliser                     | Image manquante           |

### Œuvres disparues ou retirées
| Œuvre                                         | Auteur              | Localisation | Notes | Installation | Coordonnées                        | Illustration |
| --------------------------------------------- | ------------------- | --- | --- | ------------ | ---------------------------------- | --- |
| Statue équestre de Louis XIV                  | Antoine Coysevox    | Sur la place du Parlement-de-Bretagne, anciennement place Louis-le-Grand                                               | Représentait Louis XIV. La statue du roi est déboulonnée par les révolutionnaires en 1792, celle du cheval en 1793. Les deux sont fondues. Les 2 bas-reliefs sur le piédestal sont conservés dans le musée des Beaux-Arts.                             | 1726         | 48° 06′ 44″ nord, 1° 40′ 40″ ouest | Statue équestre de Louis XIV |
| Statue de Bertrand du Guesclin                | Dominique Molknecht | Au milieu du carré Du Guesclin, dans le parc du Thabor                                                                 | Représentait Bertrand du Guesclin. Érigée en 1825 à quelques mètres à l'est de son emplacement. Ferdinand Foch ajoute une palme en bronze sur le piédestal en 1922. La palme est volée en 1927. Détruite le 31 mars 1950 par des autonomistes bretons. | 1838         | à géolocaliser                     | Statue de Bertrand du Guesclin« Monument à Duguesclin à Rennes », sur À nos grands hommes.                                                           |
| Statue de Bertrand d'Argentré                 | François Lanno      | À gauche de la statue de Louis-René Caradeuc de La Chalotais sur la façade du palais du Parlement de Bretagne          | Représentait Bertrand d'Argentré. Détruite en 1960 lors des travaux de rénovation. | 1843         | à géolocaliser                     | Statue de Bertrand d'Argentré« Bertrand d’Argentre, dit à tort de La Chalotais à Rennes », sur À nos grands hommes.                                  |
| Statue de Louis-René Caradeuc de La Chalotais | Étienne-Édouard Suc | À droite de la statue de Bertrand d'Argentré et à gauche de l'entrée du palais du Parlement de Bretagne                | Représentait Louis-René Caradeuc de La Chalotais. Détruite en 1960 lors des travaux de rénovation. | 1843         | à géolocaliser                     | Statue de Louis-René Caradeuc de La Chalotais« Monument à La Chalotais (Louis-René de Caradeuc de La Chalotais) à Rennes », sur À nos grands hommes. |
| Statue de Pierre-Jean-Baptiste Gerbier        | Dominique Molknecht | À gauche de la statue de Charles Bonaventure Marie Toullier et à droite de l'entrée du palais du Parlement de Bretagne | Représentait Pierre-Jean-Baptiste Gerbier. Détruite en 1960 lors des travaux de rénovation. | 1843         | à géolocaliser                     | Statue de Pierre-Jean-Baptiste Gerbier« Pierre Gerbier à Rennes », sur À nos grands hommes.                                                          |
| Statue de Charles Bonaventure Marie Toullier  | Julien Gourdel      | À droite de la statue de Pierre-Jean-Baptiste Gerbier sur la façade du palais du Parlement de Bretagne                 | Représentait Charles Bonaventure Marie Toullier. Détruite en 1960 lors des travaux de rénovation. | 1843         | à géolocaliser                     | Statue de Charles Bonaventure Marie Toullier« Monument à Toullier à Rennes », sur À nos grands hommes.                                               |
| Fontaine du Champ-Jacquet                     | À déterminer        | Sur la place du Champ-Jacquet                                                                                          | Retirée à une date inconnue pour ériger la statue de Jean Lepetdit sur son emplacement. | À déterminer | à géolocaliser                     | Image manquante |

### Divers
- Bleu de Matisse, Hervé Télémaque (1985, rue d'Isly[6])
- Cleunay : ses gens, Robert Milin (1999, boulevard de Cleunay, boulevard de la Guérinais, place Saint-Guénolé et rue Eugène-Pottier[6])
- Les Clous de l'Esplanade, L'Oulipo (2010, esplanade Charles-de-Gaulle[6])
- Il était une fois dans un pays lointain, Ghada Amer (2007, parc de Bréquigny[6])
- La Ligne et le Point du jour, François Morellet (1989, boulevard Georges-Clemenceau et rue de l'Alma[6])
- Mille et une nuits, Étienne Bossut (1991, cité d'Aleth, 13-15 rue de Saint-Malo ; peinture murale)
- Les Oies, Gabriel Sterck (1995, maison de retraite Champs-Manceaux, rue Jean-Coquelin)
- Oni, Trafik (2009, le Liberté, esplanade Charles-de-Gaulle[6])
- Sans titre, David Boeno (2002, parc de Beauregard)
- Sans titre (inventaire en forme d'histogramme), Nicolas Lelièvre (2014, passerelle Odorico)
- Sans titre, Jean-François Touchard (2008, façade du Théâtre national de Bretagne[6])
- Le Sol, Margarita Andreu (2007, 4 bis cours des Alliés[6])
- Unité de la, Peter Downsbrough (1990, 33 boulevard de la Liberté[6])
- Untitled, Nikolas Fouré (2010, piscine des Gayeulles[6])